# Wiktor Iszajew
Wiktor Iwanowicz Iszajew (ros. Виктор Иванович Ишаев; ur. 16 kwietnia 1948 w obwodzie kemerowskim) – rosyjski polityk; gubernator Kraju Chabarowskiego w Rosji. Jest deputowanym Rady Federacji Zgromadzenia Federalnego w Federacji Rosyjskiej. Został ponownie wybrany przytłaczającą większością głosów w 2005. 